# 大曾禰長経
大曾禰 長経（おおそね ながつね、寛喜4年/貞永元年（1232年） - 弘安元年6月22日（1278年7月13日））は鎌倉時代中期の武士。左衛門尉。大曾禰長泰の嫡男。弟に義泰、景実。子に大曾禰宗長、隠岐時清室。
『関東評定衆伝』によると、文永6年（1269年）、38歳の時に引付衆に任じられ、建治元年（1275年）には東使を務めた。翌2年（1276年）に従五位下、上総介に叙位された。
弘安元年（1278年）6月22日、47歳で死去。